# Marcin Bąkiewicz
Marcin Bąkiewicz – polski dziennikarz radiowy i muzyczny. 

## Życiorys
Pracę w radiu rozpoczął w roku 1998, w radiu Afera w Poznaniu. W późniejszych latach pracował m.in. w Grupie Radiowej Agora w Poznaniu, MTV Networks Polska, 4Fun Media, Merlin.pl. 
Od grudnia 2015 roku pracuje w Antyradiu, na stanowisku dyrektora muzycznego, od września 2021 również na stanowiskach dyrektora programowego i redaktora naczelnego. W Antyradiu prowadził programy: "Świeży Towar", "Płyta Tygodnia" oraz "Klasyczna Lista Przebojów". Jest też autorem trzech kompilacji Antyradia: "Antyradio - Najlepszy Rock Na Świecie + Antyradio Unplugged)", "Antyradio We mnie Jest Rock vol.3" oraz jedynej kompilacji winylowej "Antyradio We Mnie Jest Rock".
Jest stałym współpracownikiem magazynu Teraz Rock, gdzie regularnie publikuje recenzje płyt winylowych. Jako dziennikarz muzyczny współpracował z większością polskich portali, piszących o muzyce m.in. z WP, Onetem, Interią, CGM.pl i innymi, zajmował się też fotografią koncertową, w latach 2008 - 2016 współtworzył agencję fotograficzną Music Foto Kolektiv. Jest autorem zdjęć do książki "Turcja. W mojej krainie minaretów, aromatycznej herbaty i mruczących kotów" autorstwa Agnieszki Maury, wydanej przez wydawnictwo Pascal.
Jako wykładowca współpracował m.in. z Akademią Leona Koźmińskiego w Warszawie, wykładając przedmiot "Rynek radiowy w Polsce i na świecie" na podyplomowym kierunku "Zarządzanie w mediach".